# آمنهوتپ (شاهزاده)
| i | mn · n | R4 · t · p |

| i | mn · n | R4 · t · p |

آمنهوتپ (انگلیسی: Amenhotep) یک شاهزاده در دودمان هجدهم در مصر باستان بود. وی فرزند و احتمالاً نامزدِ جانشینیِ آمنهوتپ دوم بوده است.
او کاهنِ پتاح بود که نامش در یک پاپیروس اداری ذکر شده است. در یک سنگ یادبود در نزدیکی ابوالهول بزرگ جیزه تصویری از کاهنِ پتاح آمده است که البته نوشتهٔ زیرینش پاک شده اما این تصویر احتمالاً متعلق به اوست.
این احتمال وجود دارد که آمنهوتپ در سنین جوانی مرده باشد، چرا که برادر وی تحوتموس چهارم به‌عنوان فرعون بعدی تعیین شد.